# Nové Sedlo (Karlovy Vary)
Nové Sedlo (in tedesco Neusattl) è una città della Repubblica Ceca facente parte del distretto di Sokolov, nella regione di Karlovy Vary.